# لا پدراخا د پرتییو
لا پدراخا د پرتییو (به اسپانیایی: La Pedraja de Portillo) یک شهرستان در اسپانیا است که در استان وایادولید واقع شده‌است.